# Huge Bostäder

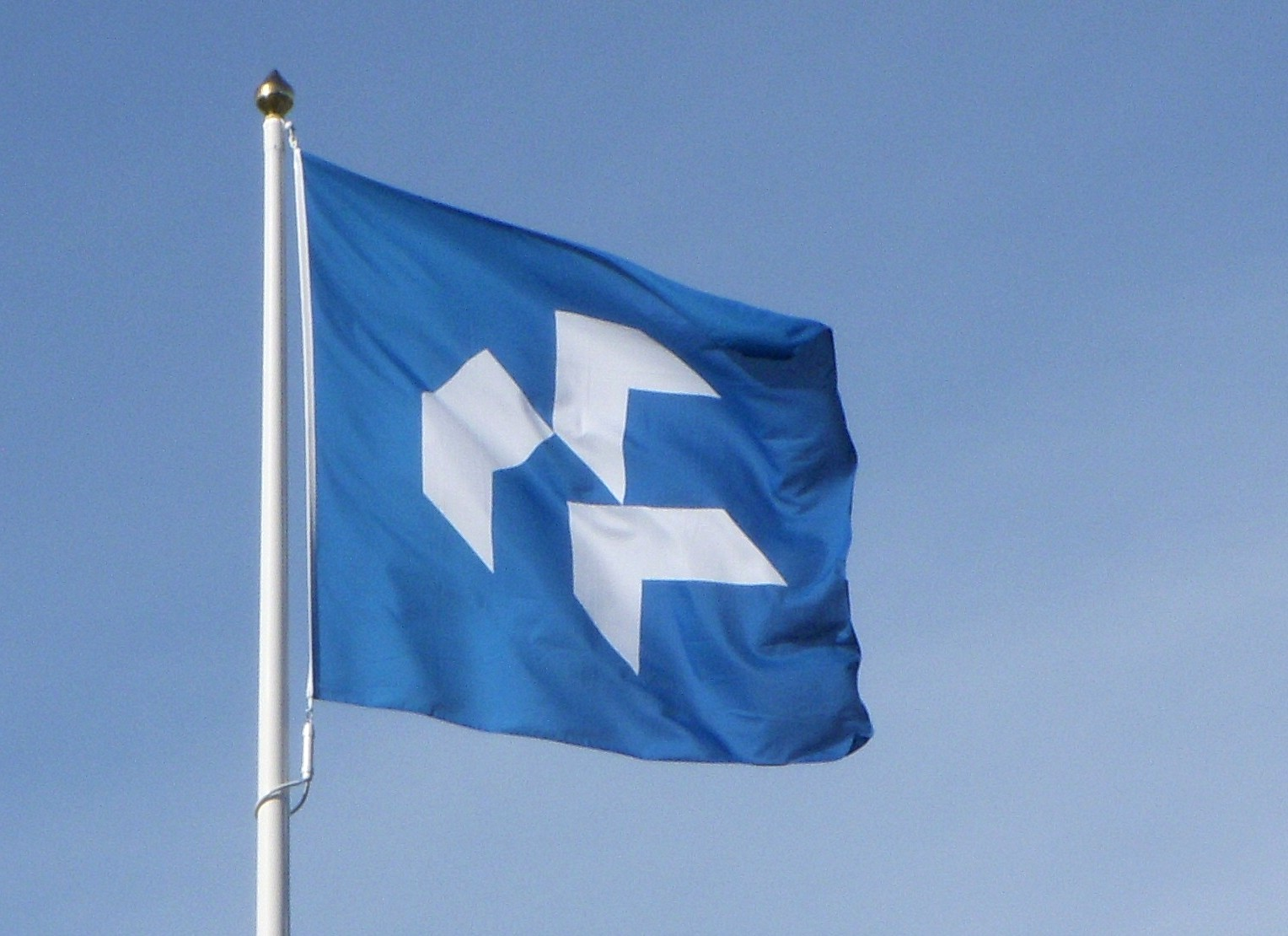
Huges logo på flaggan.

Huge Bostäder AB är Huddinge kommuns fastighetsbolag som äger och förvaltar bostadsfastigheter inom Huddinge kommun. 

## Historik
Huge ägs helt av Huddinge kommun och är ett av Sveriges största kommunala fastighetsbolag. Huge Fastigheter hette till en början Tomtberga fastigheter, sedan Tomtberga Huge fastigheter och till sist Huge Fastigheter. 9 oktober 2017 delades företaget upp i två delar, Huge Bostäder som har hand om bostäder och kommersiella lokaler och Huddinge Samhällsfastigheter AB som äger byggnader där kommunen har verksamheter i, som förskolor, förskolor och idrottsanläggningar.
Huge Fastigheter ägde fastigheter med ett bokfört värde på drygt sex miljarder kronor och omsatte 2007 cirka 1,2 miljarder kronor ,